# Barringerit
Barringerit ist ein selten vorkommendes Mineral aus der Mineralklasse der „Elemente (einschließlich natürliche Legierungen, intermetallische Verbindungen, Carbide, Nitride, Phosphide und Silicide)“ mit der chemischen Zusammensetzung (Fe,Ni)2P und damit chemisch gesehen ein Eisen-Nickel-Phosphid mit einem Nickelanteil von bis zu 33,9 %. Die idealisierte und nur bei synthetischem Material erreichbare, chemische Zusammensetzung wird mit Fe2P angegeben. Die in den runden Klammern angegebenen Elemente können sich dabei in der Formel jeweils gegenseitig vertreten (Substitution, Diadochie), stehen jedoch immer im selben Mengenverhältnis zum Phosphoranteil des Minerals. Bei einem Anteil von über 50 % bis 100 % Nickel wird die Verbindung allerdings als Mineral Transjordanit (Ni2P) angesprochen.
Barringerit kristallisiert im hexagonalen Kristallsystem, konnte jedoch bisher nur in mikrokristalliner Form entdeckt werden.
Das Mineral ist in jeder Form undurchsichtig (opak) und von grauer bis weißer Farbe, wirkt unter dem Auflichtmikroskop im Vergleich zu Schreibersit allerdings bläulicher. Die Oberflächen der Kristallite zeigen einen metallischen Glanz.
Barringerit wurde bisher fast ausschließlich in Meteoriten entdeckt.

## Etymologie und Geschichte

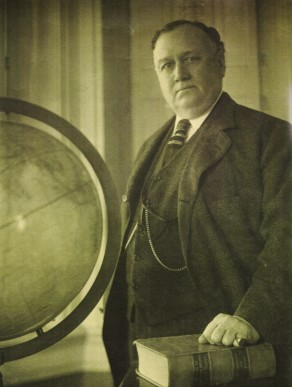
Daniel Moreau Barringer (vor 1929)

Erstmals entdeckt wurde Barringerit 1968 in einem der Meteoriten-Bruchstücke aus dem Meteoritenstreufeld Imilac (auch Ollague), das nahe dem Ort Ollague (auch Ollagüe) in der bolivianischen Provinz Nor Lípez gefunden wurde. Analysiert und beschrieben wurde das Mineral durch Peter R. Buseck, der es nach Daniel Moreau Barringer (1860–1929) benannte. Dieser hatte den ebenfalls nach ihm benannten Barringer-Krater untersucht und als einer der ersten dessen meteoritischen Ursprung postuliert.
Das Typmaterial des Minerals wird in der Nininger-Sammlung im Zentrum für Meteoritenforschung an der Arizona State University in Tempe bei Phoenix aufbewahrt.

## Klassifikation
In der veralteten 8. Auflage der Mineralsystematik nach Strunz ist der Barringerit noch nicht verzeichnet.
Im zuletzt 2018 überarbeiteten und aktualisierten Lapis-Mineralienverzeichnis nach Stefan Weiß, das sich aus Rücksicht auf private Sammler und institutionelle Sammlungen noch nach dieser alten Form der Systematik von Karl Hugo Strunz richtet, erhielt das Mineral die System- und Mineral-Nr. I/A.11-010. In der „Lapis-Systematik“ entspricht dies der Klasse der „Elemente“ und dort der Abteilung „Metalle und intermetallische Verbindungen“, wo Barringerit zusammen mit Allabogdanit, Andreyivanovit, Florenskyit, Halamishit, Melliniit, Monipit, Negevit, Nickelphosphid, Schreibersit, Transjordanit und Zuktamrurit die unbenannte Gruppe I/A.11 bildet.
Die von der International Mineralogical Association (IMA) zuletzt 2009 aktualisierte 9. Auflage der Strunz’schen Mineralsystematik ordnet den Barringerit in die neu definierte Abteilung der „Metallische Kohlenstoff-, Stickstoff- und Phosphorverbindungen“ ein. Diese ist weiter unterteilt nach der genauen Art der Verbindung, so dass das Mineral entsprechend seiner Zusammensetzung in der Unterabteilung „Phosphide“ zu finden ist, wo es zusammen mit Monipit die unbenannte Gruppe 1.BD.10 bildet.
Auch die vorwiegend im englischen Sprachraum gebräuchliche Systematik der Minerale nach Dana ordnet den Barringerit in die Klasse und gleichnamige Abteilung der „Elementminerale“ ein. Hier ist er zusammen mit Allabogdanit, Melliniit, Monipit, Nickelphosphid und Schreibersit in der „Barringeritgruppe, Phosphide“ mit der System-Nr. 01.01.21 innerhalb der Unterabteilung „Elemente: Metallische Elemente außer der Platingruppe“ zu finden.

## Kristallstruktur
Barringerit kristallisiert hexagonal in der Raumgruppe P62m (Raumgruppen-Nr. 189) mit den Gitterparametern a = 5,87 Å und c = 3,46 Å sowie drei Formeleinheiten pro Elementarzelle.

## Bildung und Fundorte
Barringerit konnte praktisch ausschließlich in Meteoriten nachgewiesen werden, allerdings sind bisher auch drei irdische Fundstellen dokumentiert (Stand 2018). In seiner Typlokalität, dem in Bolivien an der Grenze zu Chile entdeckten Meteoriten-Bruchstück Imilac oder auch Ollague bzw. Ollagüe, tritt das Mineral in mikrokristalliner Form als 10 bis 15 μm breiten und einige hundert μm langen Bändern auf, die aus einzelnen Körnern mit weniger als 1 μm Durchmesser bestehen und sich entlang der Grenzflächen zwischen Schreibersit und Troilit bildeten. Als weitere Begleitminerale traten hier noch Kamacit und Olivin hinzu.
In dem Mondmeteoriten Yamato 793274, der 1979 oder 1980 im Königin-Fabiola-Gebirge in der Antarktis gefunden wurde, trat Barringerit als einzelnes Korn in einer Regolith-Brekzie, bestehend aus einem Gemisch von Material aus den Maren und Hochländern des Mondes. Als Begleiter traten hier Plagioklase und natürliche Gläser auf.
Weitere bekannte Meteorite, in denen Barringerit nachgewiesen werden konnte, waren der 1879 in der argentinischen Provinz Entre Ríos niedergegangene Nogoya, der 1911 oder 1912 nahe der armenischen Hauptstadt Jerewan niedergegangene Erevan (auch Jerewan oder Eriwan), der 1875 nahe São Francisco do Sul in Brasilien gefundene Santa Catharina (auch Morro do Rocio), der im Januar 2000 in den gleichnamigen vereisten See in Kanada eingeschlagene Tagish Lake, den 1826 im Gebiet der italienischen Metropolitanstadt Catania niedergegangenen Mineo, den 1997 nahe dem gleichnamigen Plateau in Zentrallibyen gefundene Dar Al Gani 319, der 1877 im litauischen Bezirk Panevėžys niedergegangene Jodzie, der 2001 im gleichnamigen Gouvernement des Sultanats Oman gefundene Dhofar 225, der 1930 in der russischen Oblast Orenburg im Ural niedergegangene Boriskino, der 1838 im Gebirge Koue Bokkeveld in der südafrikanischen Provinz Westkap niedergegangene Cold Bokkeveld, der 1889 in der ukrainischen Oblast Mykolajiw niedergegangene Mighei, der 1891 in der Umgebung des Barringer-Kraters in Arizona gefundene Canyon Diablo und der 1950 nahe der gleichnamigen Stadt in Kentucky niedergegangene Murray.
Daneben wurde Barringerit noch in der „Hatrurim Formation“ der israelischen Wüste Negev, bei Siwaga und auf dem Transjordan Plateau im jordanischen Gouvernement Amman und am Fluss Kaltat im Targhasa Massiv in der russischen Region Krasnojarsk gefunden.
Der angebliche Fund von Barringerit in der Oxidationszone einer platinhaltigen Cu-Ni-Sulfid-Lagerstätte im Hulusitai Kohlefeld in China erwies sich dagegen als fehlerhafte Übersetzung des chinesischen Begriffs für Apatit.